# آرچر (ویرجینیای غربی)
آرچر (به انگلیسی: Archer) یک منطقهٔ مسکونی در ایالات متحده آمریکا است که در شهرستان وتزل، ویرجینیای غربی واقع شده است. آرچر ۲۴۹٫۰۲ متر بالاتر از سطح دریا واقع شده است.